# Muzeum Prowincji św. Franciszka z Asyżu w Poznaniu
Muzeum Prowincji św. Franciszka z Asyżu – muzeum franciszkańskie, prowadzone przez Prowincję św. Franciszka z Asyżu w Poznaniu (Kościół św. Franciszka Serafickiego).

## Charakterystyka
Powstało w 1971 na bazie eksponatów zebranych  przez ojca Teofila Zawieję i przekazanych na ręce ojca Salezego Tomczaka. Zbiory zajmują dwie sale dawnej zakrystii o łącznej powierzchni 160 m². 
Sala pierwsza (im. Franciszka z Asyżu) prezentuje eksponaty dotyczące zakonu franciszkańskiego, w tym jego historii w Poznaniu. Znajdują się tu m.in. znaczki pocztowe, medale, starodruki, wydawnictwa tematyczne. Oprócz tego umieszczono tu gabloty ilustrujące przebieg pontyfikatu Jana Pawła II. Całość uzupełniają obrazy o tematyce franciszkańskiej i wytwory rzemiosła artystycznego, np. dwie pary potężnych lichtarzy z przełomu XVIII i XIX wieku.
W sali drugiej (na piętrze, im. Benedykta Afrykańczyka), zgromadzono zbiory misyjne – artystyczne i etnograficzne w liczbie około 400 sztuk (znaczki, publikacje, ubiory, dzwonki buddyjskie, wachlarze, czy przekłady Pisma Świętego na różne języki). Najliczniejsze i najcenniejsze eksponaty pochodzą z Boliwii i dawnego Zairu. Misjonarze przywozili je głównie w latach 70. i 80. XX wieku. Są to m.in. monety z VII wieku wydobyte przez belgijskich archeologów w Katandze, krzyże katangijskie, figurki z kości słoniowej, drewniane fetysze, laski przywódców wioskowych, maski rytualne, broń, wyroby malachitowe, banknoty, okazy fauny i flory, czy instrumenty muzyczne Indian andyjskich. 
Kraje Dalekiego Wschodu są reprezentowane  przez Chiny i Japonię – tradycyjne miejsca działalności misyjnej zakonu. Cenne jest w tym przypadku Pismo Święte w języku chińskim, przetłumaczone i wydane przez franciszkanów (współtwórcą był ojciec Gabriel Maria Allegra). Inne znaczące eksponaty to malowane lub haftowane na jedwabiu wizerunki świętych, czy Matka Boska w kimonie.
Muzeum organizuje wystawy czasowe.